# Contra-terrorisme Infobox
De Contra-terrorisme Infobox (CT-Infobox) is een samenwerkingsverband van tien instanties om terrorisme te bestrijden. Het gaat om een combinatie van partijen die normaliter niet of nauwelijks informatie met elkaar (mogen) uitwisselen: opsporings- en inlichtingendiensten. De samenwerking wordt geleid door de Algemene Inlichtingen- en Veiligheidsdienst (AIVD) en bestaat verder nog uit de Militaire Inlichtingen- en Veiligheidsdienst (MIVD), de Nationale Politie, de Fiscale Opsporings- en Inlichtingendienst (FIOD), de Koninklijke Marechaussee (KMar), de Immigratie- en Naturalisatiedienst (IND), de Financial Intelligence Unit (FIU), het Openbaar Ministerie (OM), de Nationaal Coördinator Terrorismebestrijding en Veiligheid (NCTV) en de Inspectie Sociale Zaken en Werkgelegenheid (Inspectie SZW). De CT-infobox is in het voorjaar van 2004, vlak na de aanslagen in Madrid, opgericht. In de loop der jaren is het aantal partijen dat met elkaar samenwerkt uitgebreid van de oorspronkelijke vijf naar de huidige tien instanties.

## Doel en werkzaamheden
De CT-Infobox heeft tot doel het leveren van een bijdrage aan de bestrijding van terrorisme. Door het op een centraal punt bij elkaar brengen en vergelijken van informatie over netwerken en personen die op de een of andere wijze betrokken zijn bij terrorisme kan een snelle analyse gemaakt worden. Deze analyses kunnen ondersteunend zijn bij het kiezen van maatregelen ter bestrijding van (ontluikend) terrorisme. Maatregelen kunnen inlichtingenmatig, strafrechtelijk of vreemdelingenrechtelijk van aard zijn of in de sfeer van verstoring liggen.

## Juridische grondslag
De CT-infobox valt onder de werking van de Wet op de Inlichtingen en Veiligheidsdiensten (Wiv) 2002 en daarmee onder het onafhankelijke toezicht van de Commissie van Toezicht betreffende de Inlichtingen- en Veiligheidsdiensten. De uitwisseling van de informatie binnen het samenwerkingsverband vindt plaats aan de hand van een convenant dat diverse organisatorische aspecten regelt, alsmede de toegang tot en het gebruik van de gegevens die door de deelnemende diensten in het samenwerkingsverband worden ingebracht.

## Evaluatie
In 2015 is een evaluatie uitgevoerd door het Wetenschappelijk Onderzoek- en Documentatiecentrum (WODC) van het Ministerie van Veiligheid en Justitie. Daaruit blijkt - kort gezegd - dat de samenwerking en informatiedeling in de CT Infobox hoog wordt gewaardeerd door alle betrokken partijen. "Dat is in zekere zin verrassend", stellen de onderzoekers, "omdat samenwerking en informatiedeling tussen overheidspartijen in het algemeen met de nodige problemen gepaard gaat". De redenen waarom het in de CT Infobox wel lukt zijn de aanwezigheid van een dominant probleem waarvan elke partij het belang ziet (terrorisme), goede organisatorische randvoorwaarden (informatie kan de box niet verlaten), een grondige juridische basis (door de box te laten vallen onder het regime van de Wiv2002) en actief werken aan onderling vertrouwen. Daarnaast is de wijze van aansturen door het Coördinerend Beraad vooraf goed doordacht en in de dagelijkse praktijk goed bruikbaar.